# Guusje Kaayk
Guusje Kaayk (Waalwijk, 18 maart 1950) is een Nederlandse beeldend kunstenaar.

## Leven en werk
Kaayk is een dochter van Lou Smeets, tuinarchitect van de Efteling. Een groot deel van haar jeugd woonde zij met haar ouders op het attractiepark. Zij volgde de opleidingen Product presentatie en Vrije vormgeving aan de Academie voor Industriële Vormgeving Eindhoven en Modeontwerp aan de Kunstacademie Arnhem. In 2003 was zij gastdocente aan de Hogeschool voor de Kunsten Utrecht. In de jaren 2003 - 2008 was zij lid van de Raad van Beroep en sinds 2013 mentor van de Beroepsorganisatie Nederlandse Ontwerpers BNO.
In het werk van Kaayk speelt beweging een grote rol. Zij heeft op locatie duizenden impressies getekend van dans-, theater- en muziekvoorstellingen, op eigen initiatief en in samenwerking met onder andere het Holland Festival. Zij maakte getekende reportages en live animaties in opdracht van onder andere het North Sea Jazz Festival en Terschellings Oerol Festival, en een reportage van de eerste divisie van voetbalclub Vitesse voor de Biënnale Nederlandse figuratieve kunst 2004. Sinds 2011 maakt zij ook gebruik van de tekenmogelijkheden van de iPad 2, die haar in staat stellen in een razend tempo beweging vast te leggen.
Kaayk ontving verschillende prijzen voor haar werk: de eerste vakjuryprijs voor de beste Nederlandse illustratie 1990 NIC (Dutch illustrators), een nominatie voor de eerste prijs voor de beste Nederlandse illustratie 1996 NIC, de tweede prijs beste illustratie 1998 Mac World, en de derde prijs in de competitie animatiefilm 2009 van het Leids Film Festival. 
Guusje Kaayk was getrouwd met beeldhouwer Coen Kaayk en werkte vaak met hem samen. Hun zoon Floris is animator en filmregisseur.

## Selectie van werken
- De Tol 2001, beschilderde balustrades Wim van Gervenplein in Tiel
- Heden en Verleden 2003, Prins Mauritsschool in Tiel
- Beestenbende 2009, Hoogeinde in Tiel
- Monument voor het ongedoopte kind 2009, RK begraafplaats in Tiel
- De Ontmoeting 2010, gemeentehuis Anna Paulowna
- Somos, beeldengroep in brons, 2016, Vanderveer Designers
- Cultuur Educatie 2017, monumentale tekeningen op acrylaat, 2017, cultuurcentrum Zinder in Tiel
- Monument voor Iken Henricx, beeld in gemengde techniek, 2024, Tiel

## Filmografie (animaties)
- Frames 1999
- The Model 2000
- Ledwalk 2001
- Life of a dancer 2002
- Live-Animation 2008 (Stand Up Jazz & Visuals)
- Noodlot 2008
- ReAnimatie 2008 (dansproductie theaterfestival Boulevard)
- Secunde 2009
- Being and Nothingness 2010
- Victory 2010
- Birds 2010
- Escape 2011
- Jailbreak (videoclip Eric Vloeimans/Gatecrash) 2011
- Op de Huid 2015
- Black on White (Corrie van Binsbergen) 2015

## Fotogalerij

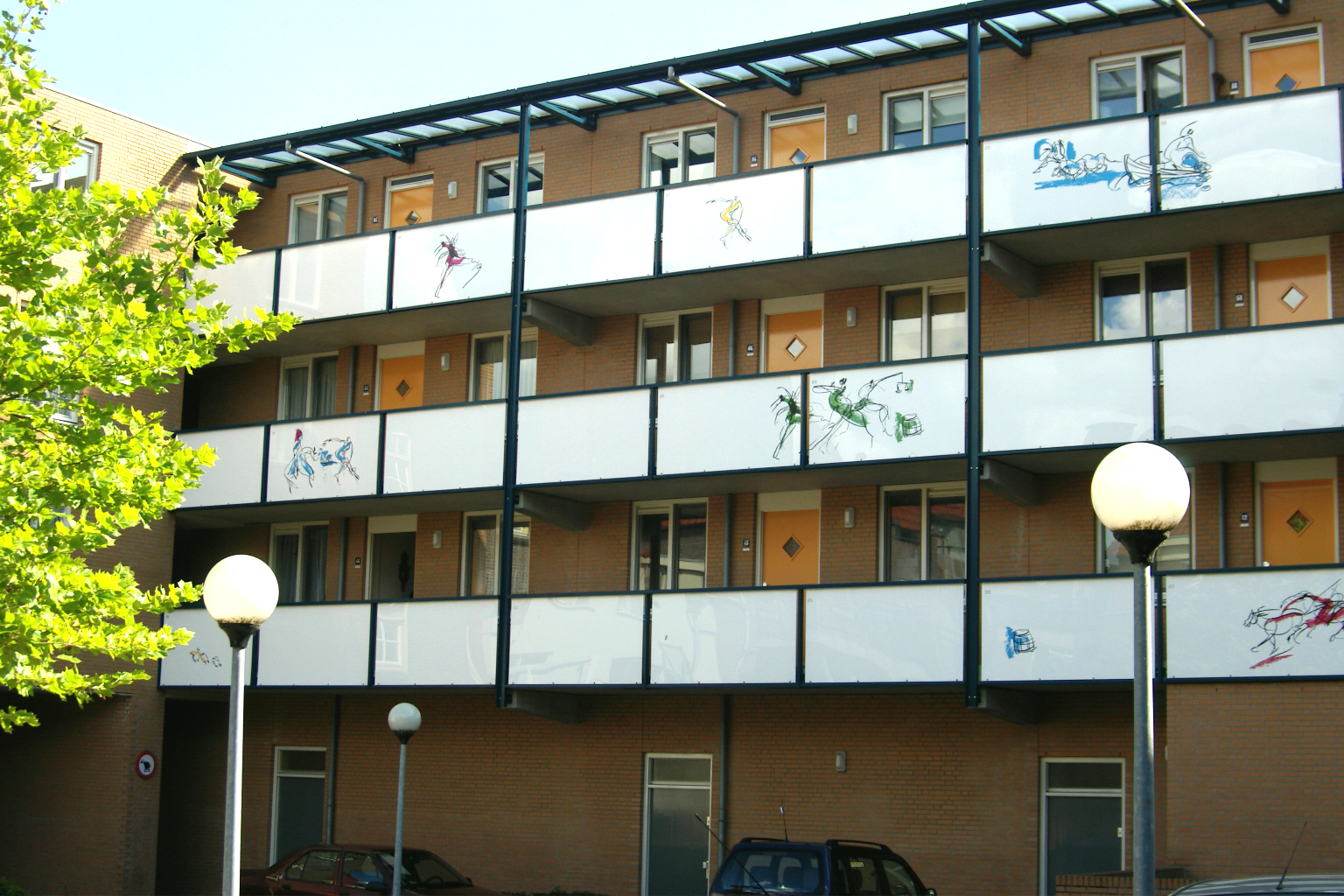
De Tol (2001), Tiel
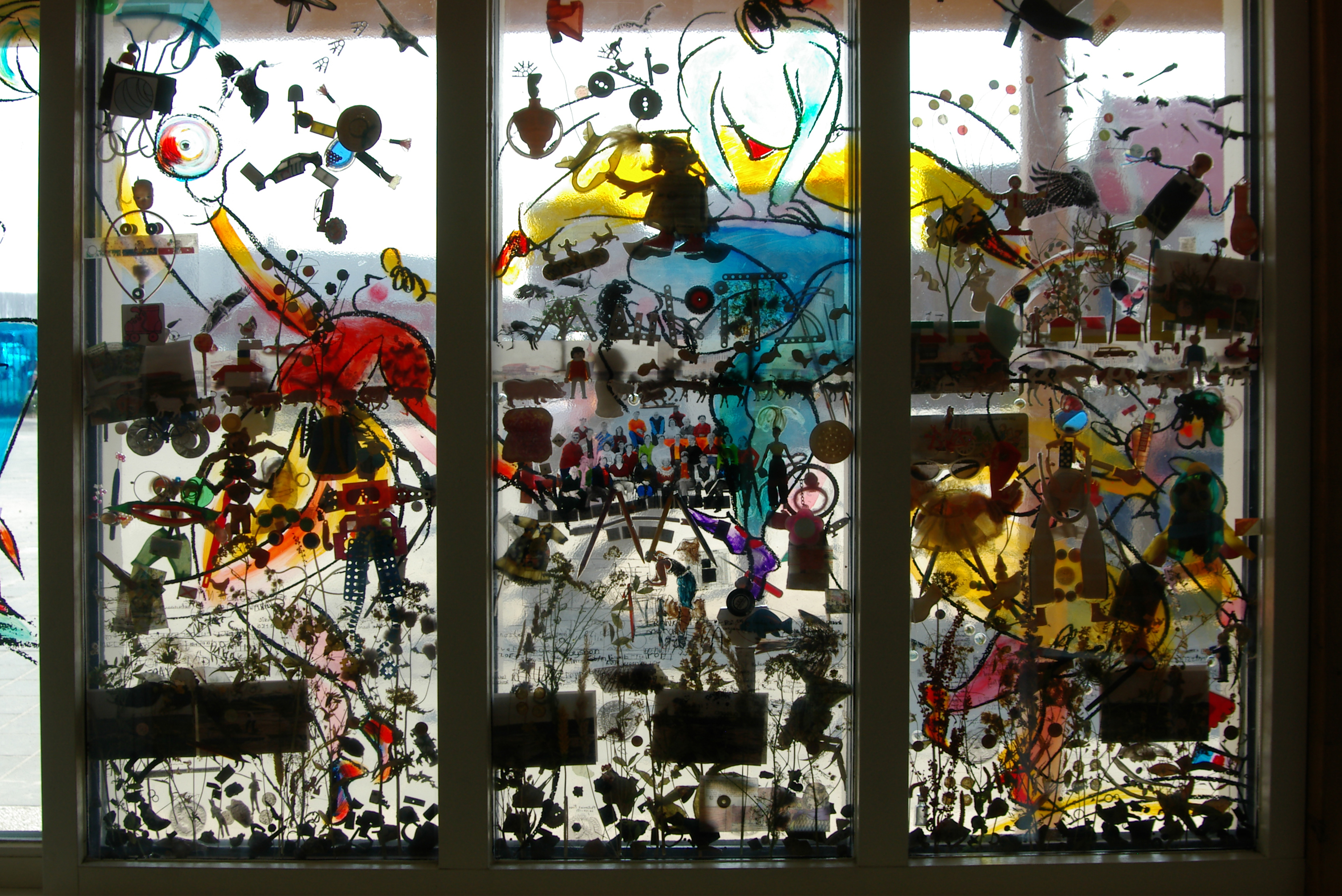
Heden en verleden (2003), Tiel, Guusje en Coen Kaayk
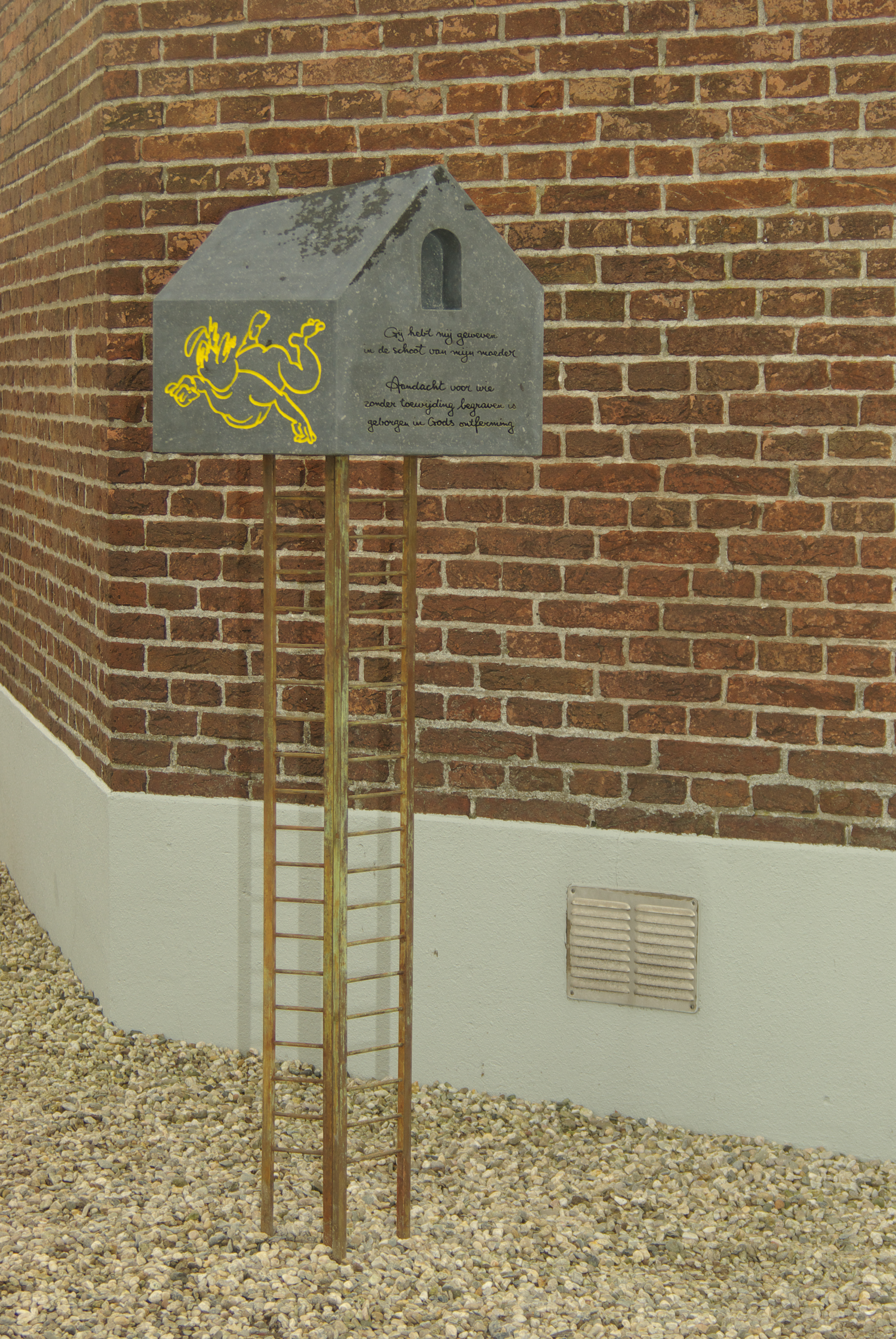
Monument voor het ongedoopte kind (2009), Tiel
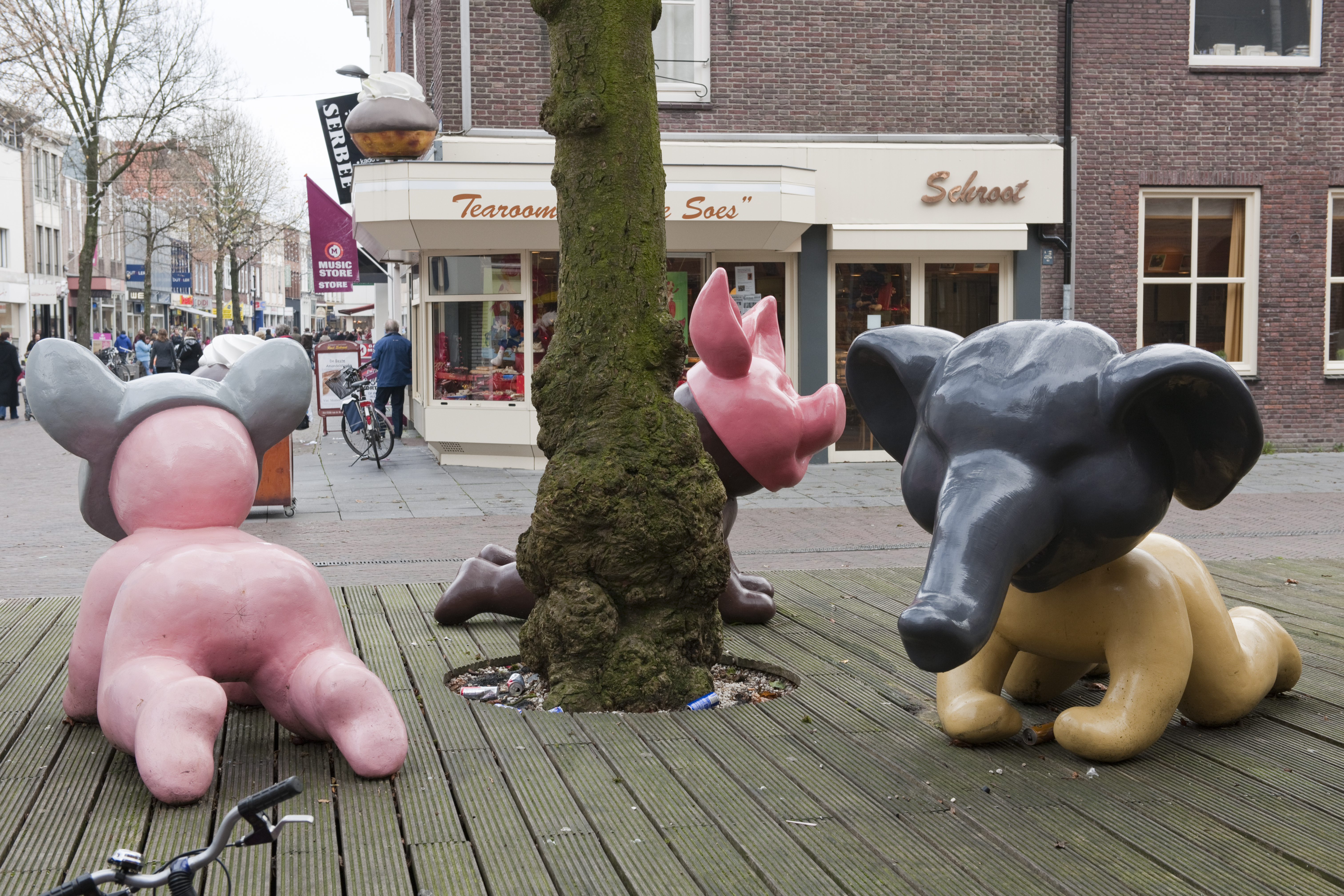
Beestenbende (2009), Tiel
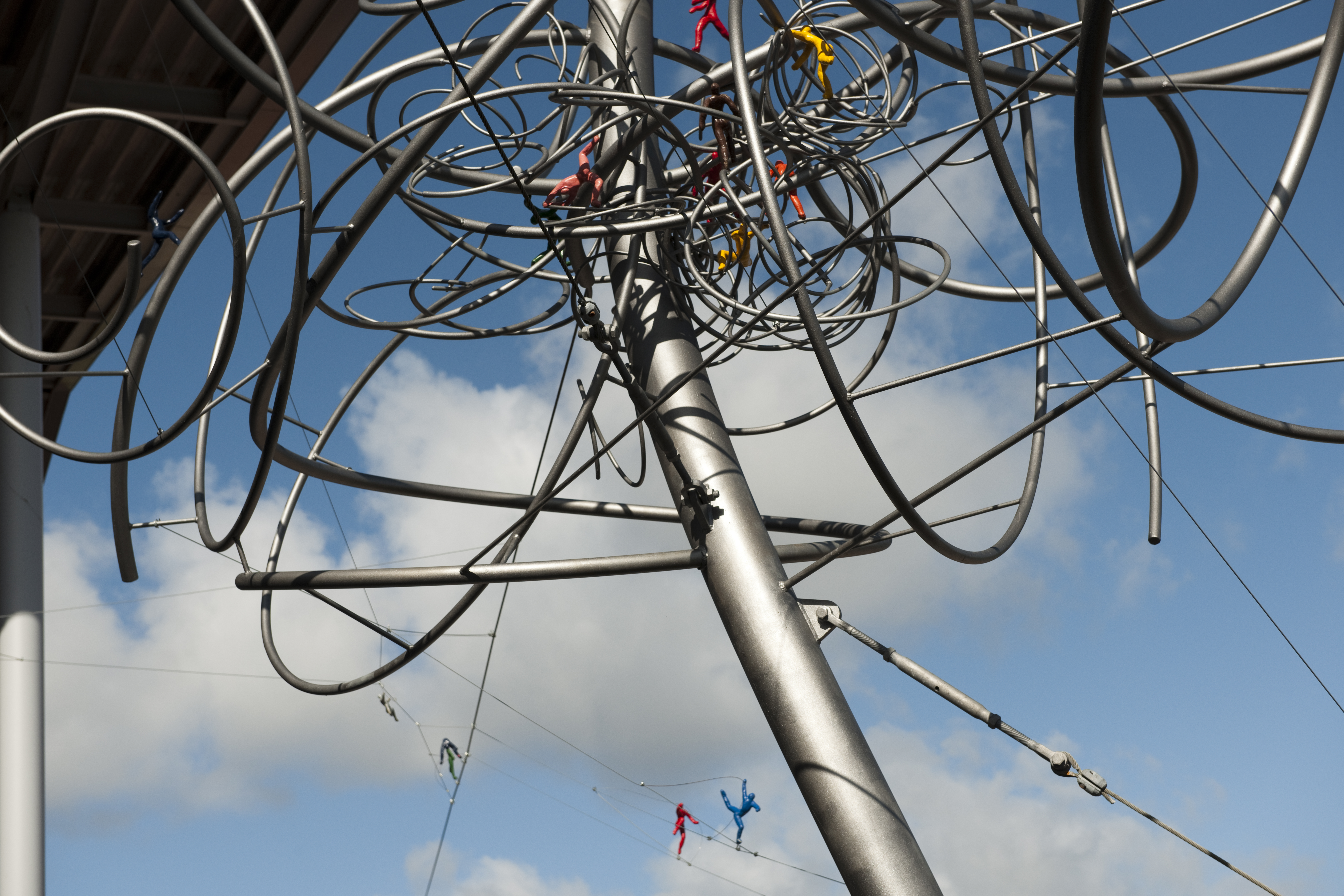
Detail Ontmoeting (2010), Anna Paulowna, Guusje en Coen Kaayk
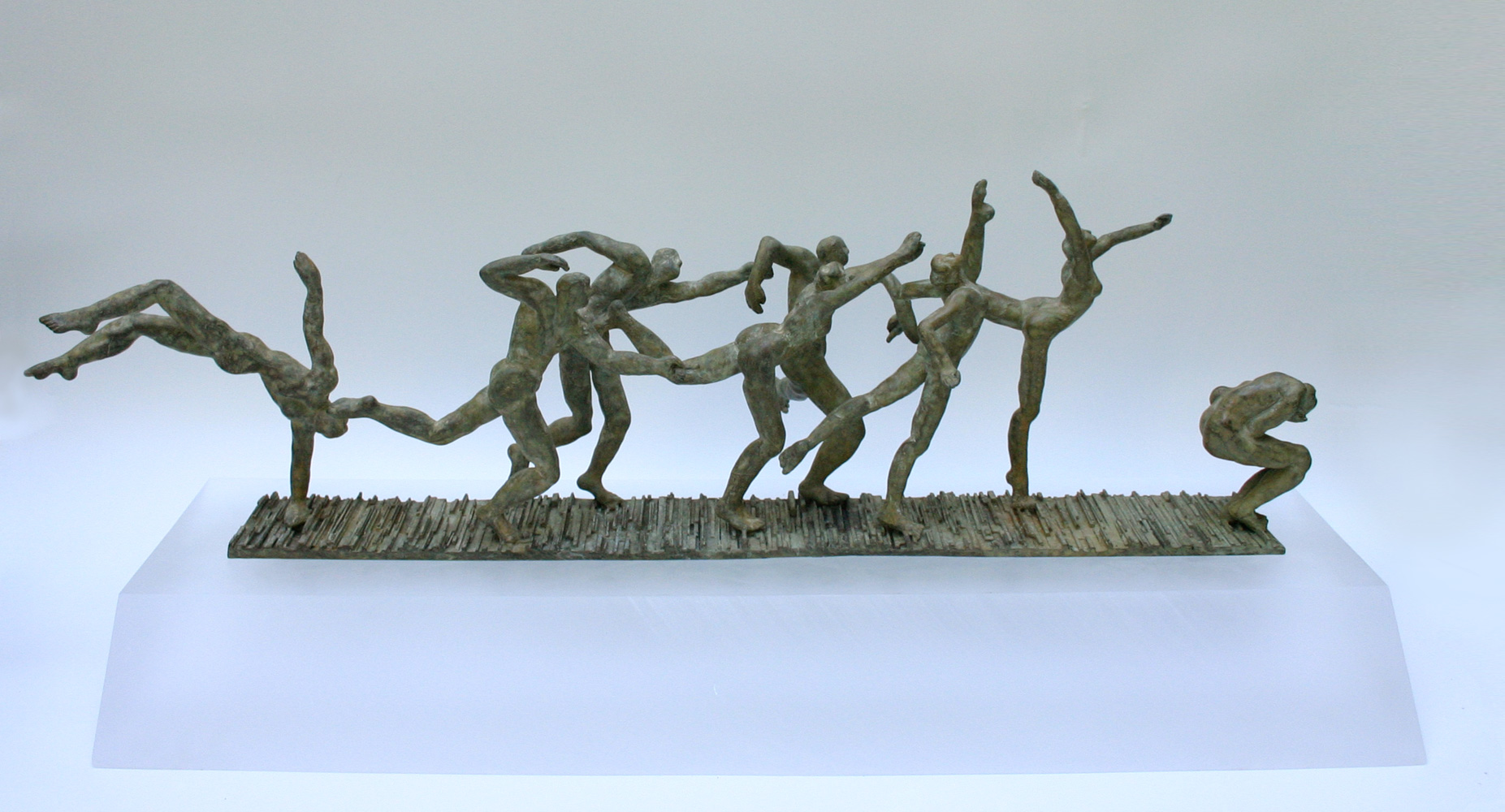
Somos (2016), Vanderveer Designers
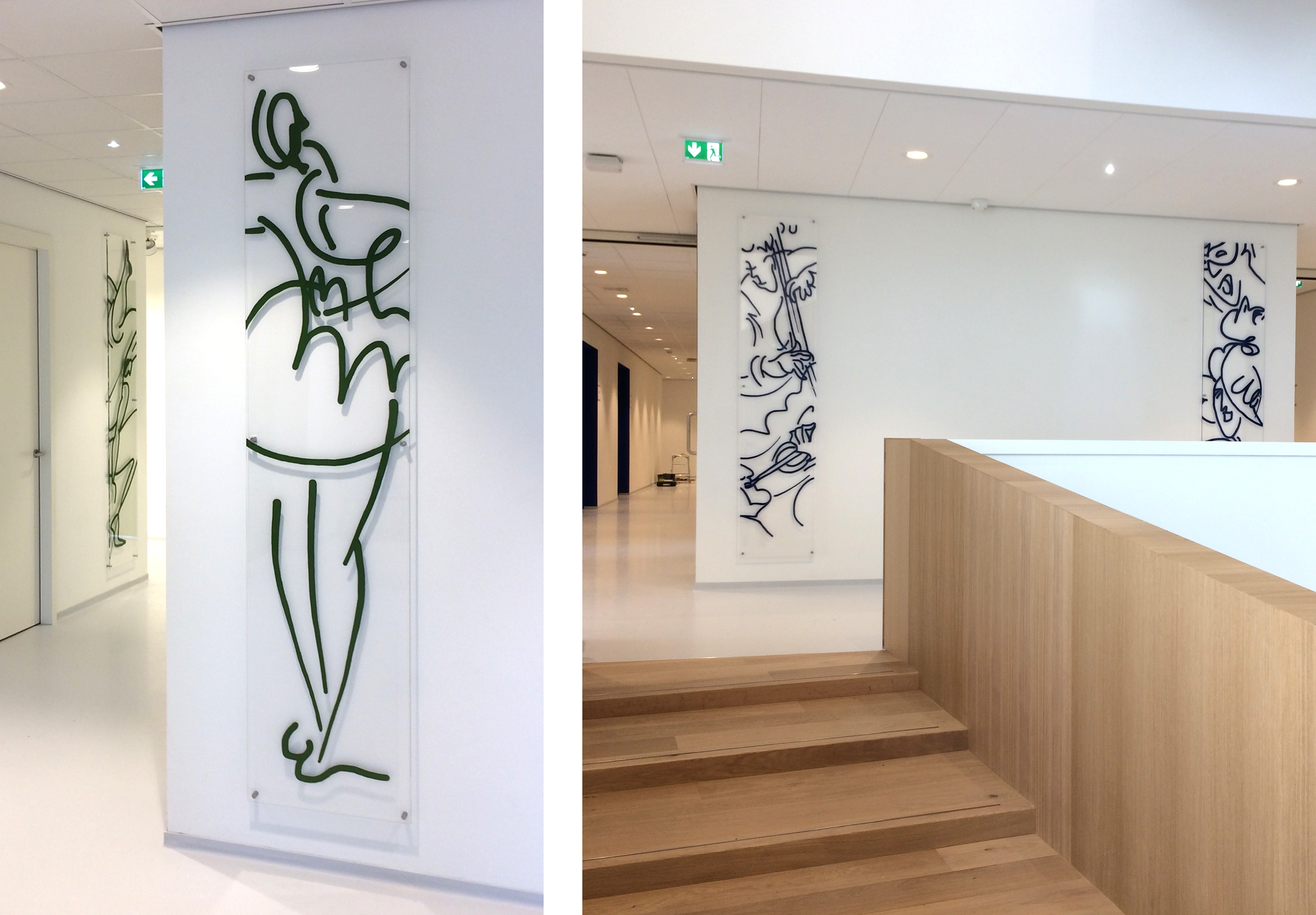
Cultuur Educatie 2017 (2017), cultuurcentrum Zinder in Tiel
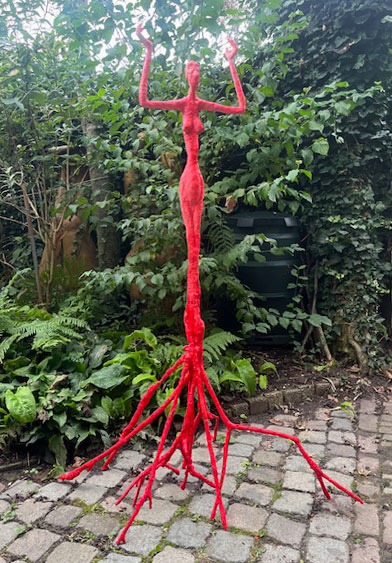
Monument voor Iken Henricx (2024), Tiel